# Kaspar Andreas von Jacomini
Kaspar Andreas Ritter von Jacomini-Holzapfel-Waasen (n. 17 sau 18 octombrie 1726, St. Daniel am Karst, Gorizia and Gradisca; d. 15 august 1805) a fost un speculator imobiliar și mecena, care a locuit în Stiria în cea de-a doua jumătate a secolului al XVIII-lea. După numele lui a fost denumit în prezent Districtul 6 al orașului Graz, precum și piața principală și nodul de transport al acestui oraș: Jakominiplatz.
Jacomini a servit mai întâi ca funcționar-șef al Poștei din orașul Cilli aflat în regiunea austriacă Stiria de Jos (azi localitatea Celje din Slovenia) și a câștigat o avere substanțială prin speculații mai mult sau mai puțin riscante. El a dobândit moșii mari și s-a mutat în cele din urmă la Graz, capitala Stiriei. Rezoluția imperială din 1782 a stabilit abandonarea fortificațiilor orășenești și vânzarea terenurilor din interiorul lor și din imediata vecinătate. Jacomini a profitat de această ocazie unică și a cumpărat în 1784 cea mai mare parte a terenurilor aflate la sud de Porțile de Fier, unde se întinde astăzi districtul „Jakomini”. Terenurile cumpărate au fost vândute mai departe, simplu și avantajos, mai multor cetățeni din Graz, în timp ce el a păstrat restul terenului pentru a construi acolo clădiri. Astfel a apărut prin anii 1820 „Jakominivorstadt” (suburbia Jacomini). Străzile înguste și unele dintre clădirile construite atunci pentru mica burghezie se mai păstrează și astăzi.